# الدوري الألماني الشرقي 1959
الدوري الألماني الشرقي 1959 هو الموسم 13 من الدوري الألماني الشرقي. أقيم خلال الفترة 8 مارس 1959 وحتى 29 نوفمبر 1959، وأشرف على تنظيمه الاتحاد الأوروبي لكرة القدم، وكان عدد الأندية المشاركة فيه 14، وفاز فيه إرتسغيبيرغه آوه.